# JoAnne Carner
JoAnne Gunderson Carner (Kirkland, Washington, Estados Unidos, 4 de abril de 1939) es una golfista estadounidense que logró 43 victorias en el LPGA Tour entre 1969 y 1985, y acumuló 244 top 10 a lo largo de su carrera. Lideró la lista de ganancias en las temporadas 1974, 1982 y 1983, y obtuvo tres veces el premio a Jugadora del Año y cinco veces el Trofeo Vare a menor promedio de golpes.
Ganó solamente dos torneos mayores: el Abierto de Estados Unidos 1971 y 1976, A su vez, resultó segunda en el Abierto de Estados Unidos 1978, 1982, 1983 y 1987, el Campeonato de la LPGA 1974, 1982 y 1992, el Abierto de Canadá 1980 y 1983 y el Campeonato Dinah Shore 1989, y tercera en el Abierto de Estados Unidos 1975 y 1977, el Campeonato de la LPGA 1980 y el Abierto de Canadá 1982. En torneos mayores, acumuló un total de 27 top 5 y 32 top 10.
Carner ganó el Abierto de Estados Unidos Juvenil en 1956. Luego obtuvo cinco victorias y dos segundos puestos en el Abierto de Estados Unidos Amateur, logró una victoria en el Abierto del Oeste Amateur, y disputó cuatro ediciones de la Copa Curtis. Fue la primera mujer en recibir una beca deportiva de golf universitario, Aún como amateur, ganó el torneo de Miami del LPGA Tour 1969 a los 29 años de edad.
La golfista se convirtió en profesional en 1970. Logró una victoria en Ocean Shores, un segundo puesto en Lake Waco y un tercero en Northwood Hills, lo que le valió el premio a Novata del Año del LPGA Tour.
Carner logró seis victorias en 1974, cuatro en 1976, cinco en 1980, cuatro en 1981 y cinco en 1982. Por fuera de los torneos mayores, se destacan sus victorias en el Campeonato Mundial de la LPGA 1982 y 1983.
En 1999 superó el corte del Abierto de Canadá a la edad de 60 años. En 2004 batió el récord de jugadora más veterana en superar un corte en el LPGA Tour. Desde 2006 ha jugado la Copa Handa con la selección de Estados Unidos.
Apodada "Gran Gundy" y "Big Momma", Carner se caracterizaba por bromear con sus rivales y el público mientras jugaba. En 1981 recibió el Premio Bob Jones de la Asociación de Estados Unidos de Golf por su deportividad, y en 1982 ingresó al Salón de la Fama del Golf Mundial. En 1994 fue capitana de la selección estadounidense de la Copa Solheim.